# 위험한 남편
"위험한 남편"(危險한 男便)은 한국에서 제작된 이용민 감독의 1970년 영화이다. 남정임 등이 주연으로 출연하였고 주동진 등이 제작에 참여하였다.

## 출연

### 주연
- 남정임
- 독고성
- 황정순

## 기타
- 조명: 최원근
- 미술: 조경환